# Gaëtan Duval

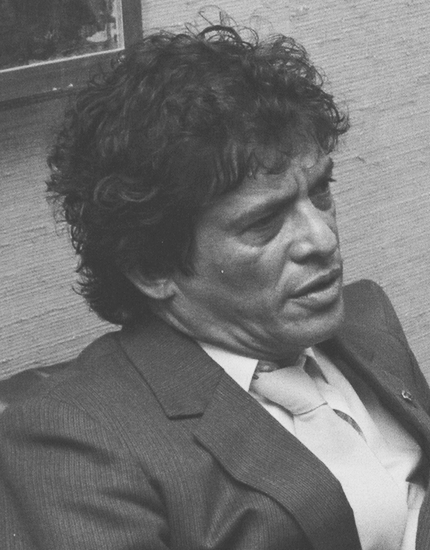
Duval (1983)

Sir Charles Gaëtan Duval (* 9. Oktober 1930 in Rose Hill, Distrikt Plaines Wilhems; † 5. Mai 1996) war ein Politiker der Parti Mauricien Social Démocrate (PMSD) aus Mauritius, der unter anderem zwischen 1969 und 1973 Außenminister war.

## Leben
Duval trat der 1956 von Jules Koenig gegründeten Parti Mauricien Social Démocrate (PMSD) bei, die aus der 1946 entstandenen Union Mauricien hervorging und zu den ältesten politischen Partei von Mauritius gehört. Bei den Wahlen vom 9. März 1959 kandidierte er erstmals für den damaligen Legislativrat, unterlag aber im Wahlkreis No. 29 Curepipe als Zweitplatzierter Romriky Narain Ramswamy. Bei den darauf folgenden Wahlen vom 21. Oktober 1963 wurde er dann im Wahlkreis No. 29 Curepipe erstmals zum Mitglied des Legislativrates der damaligen britischen Kolonie Mauritius gewählt sowie bei den Wahlen vom 7. August 1967 im Wahlkreis No. 1 Grand River North West and Port Louis West zum Mitglied der nunmehrigen Legislativversammlung. Zugleich wurde er 1967 Vorsitzender der Parti Mauricien Social Démocrate (PMSD) und bekleidete diese Funktion bis 1995.
Nach der Unabhängigkeit von Mauritius vom Vereinigten Königreich am 12. März 1968 wurde Duval von Premierminister Seewoosagur Ramgoolam 1969 als dessen Nachfolger zum Außenminister berufen und bekleidete dieses Amt bis 1973, woraufhin Premierminister Ramgoolam dieses Amt erneut selbst übernahm. Bei den Wahlen vom 20. Dezember 1976 kandidierte er für einen der drei dort zu vergebenen Sitze im Wahlkreis No. 4 Port Louis North and Montagne Longue abermals für die Legislativversammlung, belegte aber nach den drei erfolgreichen Kandidaten der Mouvement Militant Mauricien (MMM) sowie drei weiteren Kandidaten der Unabhängigkeitspartei lediglich den siebten Platz und verlor somit seinen Sitz im Parlament. Für seine Verdienste wurde er am 24. Februar 1981 zum Knight Bachelor geschlagen und führte fortan den Namenszusatz „Sir“. Bei der darauf folgenden Wahl am 11. Juni 1982 bewarb er sich nunmehr für einen der drei im Wahlkreis No. 1 Grand River North West and Port Louis West zu vergebenden Sitze, belegte aber nunmehr nach den drei gewählten Kandidaten der Alliance MMM/PSM lediglich den vierten Platz. Allerdings wurde ihm als Erster der sogenannten „Best Loser“ (Beste Verlierer) einer der vier zusätzlichen Sitze in der Legislativversammlung zugesprochen, so dass er wieder Mitglied des Parlaments wurde.
Bei den vorgezogenen Wahlen vom 21. August 1983 wurde Duval für die PMSD mit dem besten Ergebnis im Wahlkreis No. 17 Curepipe and Midlands wieder regulär zum Mitglied der Legislativversammlung gewählt. Am Tage der Wahl berief ihn Premierminister Anerood Jugnauth am 21. August 1983 zum Vize-Premierminister in dessen Regierung und bekleidete dieses Amt bis zum 11. Dezember 1988. 
Bei der Wahl vom 30. August 1987 wurde er mit dem besten Ergebnis im Wahlkreis No. 20 Beau Bassin and Petite Riviere erneut zum Mitglied der Legislativversammlung gewählt. Bei den darauf folgenden Wahlen vom 15. September 1991 bewarb er sich nunmehr für einen der drei im Wahlkreis im Wahlkreis No. 16 Vacoas and Floreal zu vergebenden Sitze, belegte aber nach den drei gewählten Kandidaten der Alliance MSM/MMM lediglich den vierten Platz. Allerdings wurde ihm als Zweiter der sogenannten „Best Loser“ einer der vier zusätzlichen Sitze in der Legislativversammlung zugesprochen, so dass er wieder Mitglied des Parlaments wurde. Bei den Wahlen vom 20. Dezember 1995 zu der nach der am 12. März 1992 durch die Gründung der Republik Mauritius entstandenen Nationalversammlung kandidierte er für die nach ihm benannte Parti Gaëtan Duval im Wahlkreis No. 17 Curepipe and Midlands für einen der drei dort zu vergebenden Sitze, errang aber auch diesmal nach den drei erfolgreichen Kandidaten der Alliance Parti Travailliste/MMM nur den vierten Platz. Jedoch wurde ihm als Erster der sogenannten „Best Loser“ erneut einer der vier zusätzlichen Sitze in der Legislativversammlung zugesprochen, so dass er wieder Mitglied des Parlaments wurde. Dieser gehörte er bis zu seinem Tode am 5. Mai 1996 an.
Sein Sohn Xavier-Luc Duval war zwischen 2014 und 2016 ebenfalls Vize-Premierminister und fungiert seit 2016 als Vorsitzender der Parti Mauricien Social Démocrate (PMSD) zugleich als Oppositionsführer in der Nationalversammlung.